# Équipe cycliste Floyd's Pro Cycling
L'équipe cycliste Floyd's Pro Cycling est une équipe cycliste canadienne, créée en 2019 et ayant le statut d'équipe continentale avant de disparaître la même année.

## Histoire de l'équipe
L'équipe est fondée pour la saison 2019 par l'ancien cycliste Floyd Landis après avoir reçu 1,1 million de dollars du gouvernement fédéral dans le cadre du scandale de dopage de Lance Armstrong. Le sponsor officiel est la boutique de cannabis Floyd’s of Leadville.
Le manager, le directeur sportif et trois coureurs de l'équipe Silber Pro Cycling sont recrutés, ainsi que trois autres coureurs de l'équipe UnitedHealthcare Pro Cycling Team. L'équipe est composée de 12 coureurs et participe aux circuits continentaux UCI en Europe, Asie et en Amérique. Malgré dix succès en une saison et une troisième place à l'UCI America Tour 2019, l'équipe n'a pas trouver de nouveau sponsor principal pour la saison 2020 et a donc été dissoute après une seule saison.

## Principales victoires

### Courses UCI
- Tour de Taiwan : 2019 (Jonathan Clarke)
- Grand Prix Cycliste de Saguenay : 2019 (Nickolas Zukowsky)
- Chrono Kristin Armstrong : 2019 (Serghei Țvetcov)

### Championnats nationaux
- Championnats de Roumanie sur route : 1
  - Contre-la-montre : 2019 (Serghei Țvetcov)

## Classements UCI
L'équipe participe aux épreuves des circuits continentaux et principalement les courses du calendrier de l'UCI America Tour. Les tableaux ci-dessous présentent les classements de l'équipe sur les circuits, ainsi que son meilleur coureur au classement individuel.
UCI America Tour
| UCI America Tour | UCI America Tour       | UCI America Tour                          | UCI America Tour |
| Année            | Classement par équipes | Meilleur coureur au classement individuel |                  |
| ---------------- | ---------------------- | ----------------------------------------- | ---------------- |
| 2019             | 3e                     | Keegan Swirbul (31e)                      |                  |
|                  |                        |                                           |                  |
| Source : UCI     |                        |                                           |                  |

UCI Europe Tour
| UCI Europe Tour | UCI Europe Tour        | UCI Europe Tour                           | UCI Europe Tour |
| Année           | Classement par équipes | Meilleur coureur au classement individuel |                 |
| --------------- | ---------------------- | ----------------------------------------- | --------------- |
| 2019            | -                      | Serghei Țvetcov (233e)                    |                 |
|                 |                        |                                           |                 |
| Source : UCI    |                        |                                           |                 |

UCI Oceania Tour
| UCI Oceania Tour | UCI Oceania Tour       | UCI Oceania Tour                          | UCI Oceania Tour |
| Année            | Classement par équipes | Meilleur coureur au classement individuel |                  |
| ---------------- | ---------------------- | ----------------------------------------- | ---------------- |
| 2019             | -                      | Jonathan Clarke (33e)                     |                  |
|                  |                        |                                           |                  |
| Source : UCI     |                        |                                           |                  |

L'équipe est également classée au Classement mondial UCI qui prend en compte toutes les épreuves UCI et concerne toutes les équipes UCI.
| Classement mondial | Classement mondial     | Classement mondial                        | Classement mondial |
| Année              | Classement par équipes | Meilleur coureur au classement individuel |                    |
| ------------------ | ---------------------- | ----------------------------------------- | ------------------ |
| 2019               | 51e                    | Serghei Țvetcov (286e)                    |                    |
|                    |                        |                                           |                    |
| Source : UCI       |                        |                                           |                    |

## Floyd's Pro Cycling en 2019[4]
| Cycliste          | Date de naissance | Nationalité | Équipe 2018                       |  |
| ----------------- | ----------------- | ----------- | --------------------------------- |  |
| Jonathan Clarke   | 18 décembre 1984  | Australie   | UnitedHealthcare Pro Cycling Team |  |
| Alexander Cowan   | 19 novembre 1996  | Canada      | Silber Pro Cycling                |  |
| Noah Granigan     | 18 janvier 1996   | États-Unis  | Team CCB Foundation-Sicleri       |  |
| Émile Jean        | 21 octobre 1993   | Canada      | Silber Pro Cycling                |  |
| Travis McCabe     | 12 mai 1989       | États-Unis  | UnitedHealthcare Pro Cycling Team |  |
| Carson Miles      | 2 juillet 2000    | Canada      |                                   |  |
| Robin Plamondon   | 7 janvier 2000    | Canada      |                                   |  |
| Noah Simms        | 20 juillet 1999   | Canada      |                                   |  |
| Jake Sitler       | 18 juin 1989      | États-Unis  | Team CCB Foundation-Sicleri       |  |
| Keegan Swirbul    | 2 septembre 1995  | États-Unis  | Jelly Belly p/b Maxxis            |  |
| Serghei Țvetcov   | 29 décembre 1988  | Roumanie    | UnitedHealthcare Pro Cycling Team |  |
| Nickolas Zukowsky | 3 juin 1998       | Canada      | Silber Pro Cycling                |  |